# Alice og Emil på vej til billedet - Hvem er bange for rød, gul, blå
Alice og Emil på vej til billedet - Hvem er bange for rød, gul, blå er en børnefilm fra 2000 instrueret af Bigita Faber efter manuskript af Andreas Jürgensen.

## Handling
Alice og Emil hopper på inlinere ind i to malerier: "I svanernes vingeslag" af Asger Jorn og "Hvem er bange for Råd, Blå, Gul" af Barnett Newman. Det bliver en rejse mellem former og farver. De oplever kunstværkerne på en ny måde: som et landskab man kan bevæge sig rundt i. Børnene Alice og Emil har fundet en helt speciel måde at gå til kunstværker på: de to børn hopper ind i billedet! På en fantastisk rejse mellem former og farver, oplever de billedet på en helt anden måde, end vi er vant til. De to billeder, børnene går på opdagelse i, er: "I svanernes vingeslag", malet af Asger Jorn i 1963, og "Hvem er bange for rød, gul og blå III", malet af Barnett Newman 1967-68.